# Thomisus bueanus
Thomisus bueanus là một loài nhện trong họ Thomisidae.
Loài này thuộc chi Thomisus. Thomisus bueanus được Embrik Strand miêu tả năm 1916.